# Jocs Olímpics d'Hivern de 2002
Els Jocs Olímpics d'Hivern de 2002, oficialment anomenats XIX Jocs Olímpics d'Hivern, es van celebrar a la ciutat de Salt Lake City (Estats Units) entre els dies 8 i 24 de febrer de 2002. Hi participaren un total de 2.399 esportistes (1.513 homes i 886 dones) de 78 comitès nacionals que competiren en 7 esports i 78 especialitats.
Aquesta fou la quarta ocasió en la qual els Estats Units foren seu d'uns Jocs Olímpics d'Hivern després de les edicions de Lake Placid (1932 i 1980) i Squaw Valley 1960, i la vuitena en general després de les edicions dels Jocs Olímpics d'Estiu realitzats a Saint Louis (1904), Los Angeles (1932 i 1984) i Atlanta (1996).

## Ciutats candidates
En la 104a Sessió del Comitè Olímpic Internacional (COI) realitzada a Budapest (Hongria) el 16 de juny de 1995 s'escollí la ciutat de Salt Lake City com a seu dels Jocs Olímpics d'hivern de 2002 per davant de:
| Ciutat         | País         | 1a Ronda |
| Salt Lake City | Estats Units | 54       |
| Östersund      | Suècia       | 14       |
| Sitten         | Suïssa       | 14       |
| Quebec         | Canadà       | 7        |

## Comitès participants
En aquests Jocs Olímpics participaren un total de 2.399 competidors, entre ells 1.513 homes i 886 dones, de 78 comitès nacionals diferents. En aquests Jocs van participar per primera vegada Camerun, Hong Kong, Nepal, Tadjikistan i Tailàndia; retornaren Costa Rica, Fidji, Líban, Mèxic i San Marino; i deixaren de participar Corea del Nord, Luxemburg, Portugal i Uruguai.
| - Alemanya (157) - Andorra (3) - Argentina (11) - Armènia (9) - Austràlia (25) - Àustria (90) - Azerbaidjan (4) - Bèlgica (6) - Bermudes (1) - Belarús (64) - Bòsnia i Hercegovina (2) - Brasil (10) - Bulgària (23) - Canadà (150) - Camerun (1) - Corea del Sud (46) - Costa Rica (1) - Croàcia (13) - Dinamarca (11) - Eslovàquia (49) |  | - Eslovènia (40) - Espanya (7) - Estats Units (202) - Estònia (17) - Fiji (1) - Finlàndia (98) - França (114) - Grècia (2) - Geòrgia (4) - Hong Kong (2) - Hongria (25) - Illes Verges Americanes (8) - Índia (1) - Iran (2) - Irlanda (6) - Islàndia (7) - Israel (1) - Itàlia (109) - Iugoslàvia (6) - Jamaica (2) |  | - Japó (102) - Kazakhstan (50) - Kenya (1) - Kirguizstan (2) - Letònia (47) - Líban (2) - Liechtenstein (8) - Lituània (8) - Macau (2) - Mèxic (3) - Moldàvia (5) - Mònaco (5) - Mongòlia (4) - Nepal (1) - Noruega (77) - Nova Zelanda (10) - Països Baixos (27) - Polònia (27) - Puerto Rico (1) |  | - Regne Unit (49) - Txèquia (76) - Romania (21) - Rússia (151) - San Marino (1) - Sud-àfrica (1) - Suècia (102) - Suïssa (111) - Tadjikistan (1) - Tailàndia (1) - Trinitat i Tobago (3) - Turquia (3) - Ucraïna (68) - Uzbekistan (6) - Xile (6) - R.P. de la Xina (66) - Xina Taipei (6) - Xipre (1) - Veneçuela (4) |

## Programa

### Esports disputats
Un total de 7 esports foren disputats en aquests Jocs Olímpics, realitzant-se un total de 78 proves. En aquesta edició tornà a la competició oficial l'skeleton. Així mateix no hi hagué esports de demostració.

### Mascotes
Powder, Copper i Coal foren les mascotes olímpiques dels Jocs Olímpics d'hivern de 2002 realitzats a Salt Lake City (Estats Units). A partir d'una llegenda ameríndia es va pretendre exalçar l'esperit del lema olímpic: "Citius, Altius, Fortius" (més ràpid, més alt, més fort) mitjançant l'ús de tres animals: Powder (literalment "pols"), representat per una llebre de les neus simbolitza el "més alt". Copper (literalment "coure"), representat per un coiot simbolitza el "més ràpid". Coal (literalment, "carbó"), representat per un ós negre americà simbolitza el "més fort".

### Seus

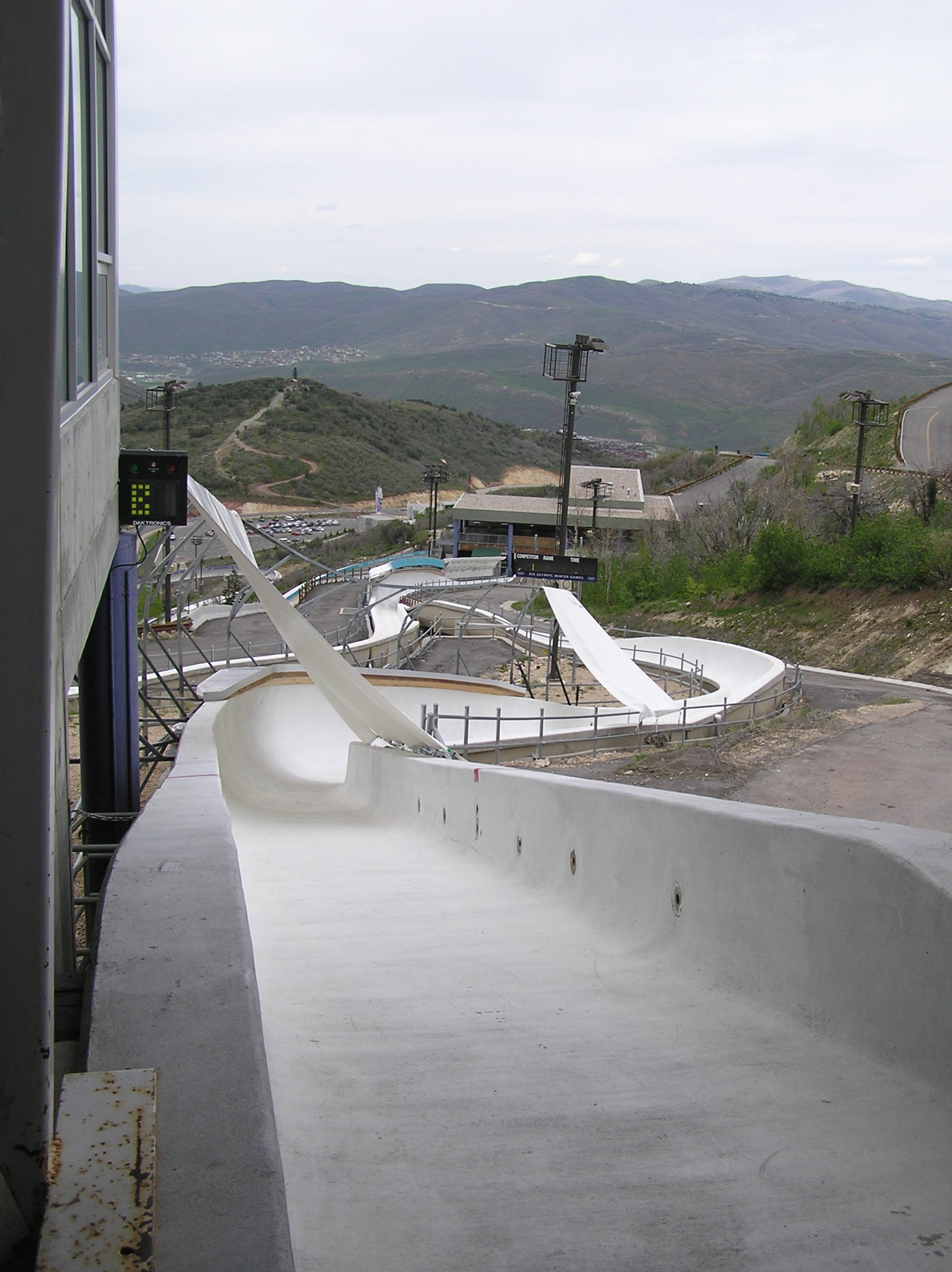
Utah Olympic Park.

- Deer Valley - esquí alpí (eslàlom) i esquí acrobàtic
- Utah Olympic Park - bobsleigh, luge, skeleton, combinada nòrdica i salt amb esquís
- Soldier Hollow - esquí de fons, biatló i combinada nòrdica
- Rice–Eccles Stadium - cerimònies d'obertura i clausura
- Peaks Ice Arena - hoquei sobre gel
- E Center - hoquei sobre gel
- Delta Center - patinatge de velocitat en pista curta i patinatge artístic sobre gel
- Park City Mountain Resort - esquí alpí (eslàlom gegant) i surf de neu
- Snowbasin - esquí alpí (descens i combinada alpina)
- Utah Olympic Oval - patinatge de velocitat sobre gel
- The Ice Sheet Ogden - curling

### Calendari de la competició
| ● | Cerimònia d'obertura | ● | Competició | ● | Finals | ● | Cerimònia de clausura |

| Programa dels Jocs Olímpics de Salt Lake City 2002 | Programa dels Jocs Olímpics de Salt Lake City 2002 | Programa dels Jocs Olímpics de Salt Lake City 2002 | Programa dels Jocs Olímpics de Salt Lake City 2002 | Programa dels Jocs Olímpics de Salt Lake City 2002 | Programa dels Jocs Olímpics de Salt Lake City 2002 | Programa dels Jocs Olímpics de Salt Lake City 2002 | Programa dels Jocs Olímpics de Salt Lake City 2002 | Programa dels Jocs Olímpics de Salt Lake City 2002 | Programa dels Jocs Olímpics de Salt Lake City 2002 | Programa dels Jocs Olímpics de Salt Lake City 2002 | Programa dels Jocs Olímpics de Salt Lake City 2002 | Programa dels Jocs Olímpics de Salt Lake City 2002 | Programa dels Jocs Olímpics de Salt Lake City 2002 | Programa dels Jocs Olímpics de Salt Lake City 2002 | Programa dels Jocs Olímpics de Salt Lake City 2002 | Programa dels Jocs Olímpics de Salt Lake City 2002 | Programa dels Jocs Olímpics de Salt Lake City 2002 | Programa dels Jocs Olímpics de Salt Lake City 2002 |
| Agost                                              | 8                                                  | 9                                                  | 10                                                 | 11                                                 | 12                                                 | 13                                                 | 14                                                 | 15                                                 | 16                                                 | 17                                                 | 18                                                 | 19                                                 | 20                                                 | 21                                                 | 22                                                 | 23                                                 | 24                                                 | T                                                  |
| -------------------------------------------------- | -------------------------------------------------- | -------------------------------------------------- | -------------------------------------------------- | -------------------------------------------------- | -------------------------------------------------- | -------------------------------------------------- | -------------------------------------------------- | -------------------------------------------------- | -------------------------------------------------- | -------------------------------------------------- | -------------------------------------------------- | -------------------------------------------------- | -------------------------------------------------- | -------------------------------------------------- | -------------------------------------------------- | -------------------------------------------------- | -------------------------------------------------- | -------------------------------------------------- |
| Cerimònies                                         | ●                                                  |                                                    |                                                    |                                                    |                                                    |                                                    |                                                    |                                                    |                                                    |                                                    |                                                    |                                                    |                                                    |                                                    |                                                    |                                                    | ●                                                  |                                                    |
| Biatló                                             |                                                    |                                                    |                                                    | 2                                                  |                                                    | 2                                                  |                                                    |                                                    | 2                                                  |                                                    |                                                    |                                                    | 2                                                  |                                                    |                                                    |                                                    |                                                    | 8                                                  |
| Bobsleigh                                          |                                                    |                                                    |                                                    |                                                    |                                                    |                                                    |                                                    |                                                    |                                                    | 1                                                  |                                                    | 1                                                  |                                                    |                                                    |                                                    | 1                                                  |                                                    | 3                                                  |
| Combinada nòrdica                                  |                                                    |                                                    | 1                                                  |                                                    |                                                    |                                                    |                                                    |                                                    |                                                    | 1                                                  |                                                    |                                                    |                                                    |                                                    | 1                                                  |                                                    |                                                    | 3                                                  |
| Curling                                            |                                                    |                                                    |                                                    |                                                    |                                                    |                                                    |                                                    |                                                    |                                                    |                                                    |                                                    |                                                    |                                                    | 1                                                  | 1                                                  |                                                    |                                                    | 2                                                  |
| Esquí acrobàtic                                    |                                                    | 1                                                  |                                                    | 1                                                  |                                                    |                                                    |                                                    |                                                    |                                                    |                                                    | 1                                                  | 1                                                  |                                                    |                                                    |                                                    |                                                    |                                                    | 4                                                  |
| Esquí alpí                                         |                                                    |                                                    | 1                                                  |                                                    | 1                                                  | 1                                                  | 1                                                  |                                                    | 1                                                  | 1                                                  |                                                    |                                                    | 1                                                  | 1                                                  | 1                                                  | 1                                                  |                                                    | 10                                                 |
| Esquí de fons                                      |                                                    | 2                                                  |                                                    |                                                    | 2                                                  |                                                    | 1                                                  | 1                                                  |                                                    | 1                                                  |                                                    | 2                                                  |                                                    | 1                                                  |                                                    | 1                                                  | 1                                                  | 12                                                 |
| Hoquei sobre gel                                   |                                                    |                                                    |                                                    |                                                    |                                                    |                                                    |                                                    |                                                    |                                                    |                                                    |                                                    |                                                    |                                                    | 1                                                  |                                                    |                                                    | 1                                                  | 2                                                  |
| Luge                                               |                                                    |                                                    |                                                    | 1                                                  |                                                    | 1                                                  |                                                    | 1                                                  |                                                    |                                                    |                                                    |                                                    |                                                    |                                                    |                                                    |                                                    |                                                    | 3                                                  |
| Patinatge artístic                                 |                                                    |                                                    |                                                    | 1                                                  |                                                    |                                                    | 1                                                  |                                                    |                                                    |                                                    | 1                                                  |                                                    |                                                    | 1                                                  |                                                    |                                                    |                                                    | 4                                                  |
| Patinatge de velocitat                             |                                                    | 1                                                  | 1                                                  |                                                    | 1                                                  |                                                    | 1                                                  |                                                    | 1                                                  | 1                                                  |                                                    | 1                                                  | 1                                                  |                                                    | 1                                                  | 1                                                  |                                                    | 10                                                 |
| Patinatge de velocitat en pista curta              |                                                    |                                                    |                                                    |                                                    |                                                    | 1                                                  |                                                    |                                                    | 2                                                  |                                                    |                                                    |                                                    | 2                                                  |                                                    |                                                    | 3                                                  |                                                    | 8                                                  |
| Salt amb esquís                                    |                                                    |                                                    | 1                                                  |                                                    |                                                    | 1                                                  |                                                    |                                                    |                                                    |                                                    | 1                                                  |                                                    |                                                    |                                                    |                                                    |                                                    |                                                    | 3                                                  |
| Skeleton                                           |                                                    |                                                    |                                                    |                                                    |                                                    |                                                    |                                                    |                                                    |                                                    |                                                    |                                                    |                                                    | 2                                                  |                                                    |                                                    |                                                    |                                                    | 2                                                  |
| Surf de neu                                        |                                                    |                                                    | 1                                                  | 1                                                  |                                                    |                                                    |                                                    | 2                                                  |                                                    |                                                    |                                                    |                                                    |                                                    |                                                    |                                                    |                                                    |                                                    | 4                                                  |
| Finals                                             | -                                                  | 4                                                  | 5                                                  | 6                                                  | 4                                                  | 6                                                  | 4                                                  | 4                                                  | 6                                                  | 5                                                  | 3                                                  | 5                                                  | 8                                                  | 5                                                  | 4                                                  | 7                                                  | 2                                                  | 78                                                 |

## Fets destacats

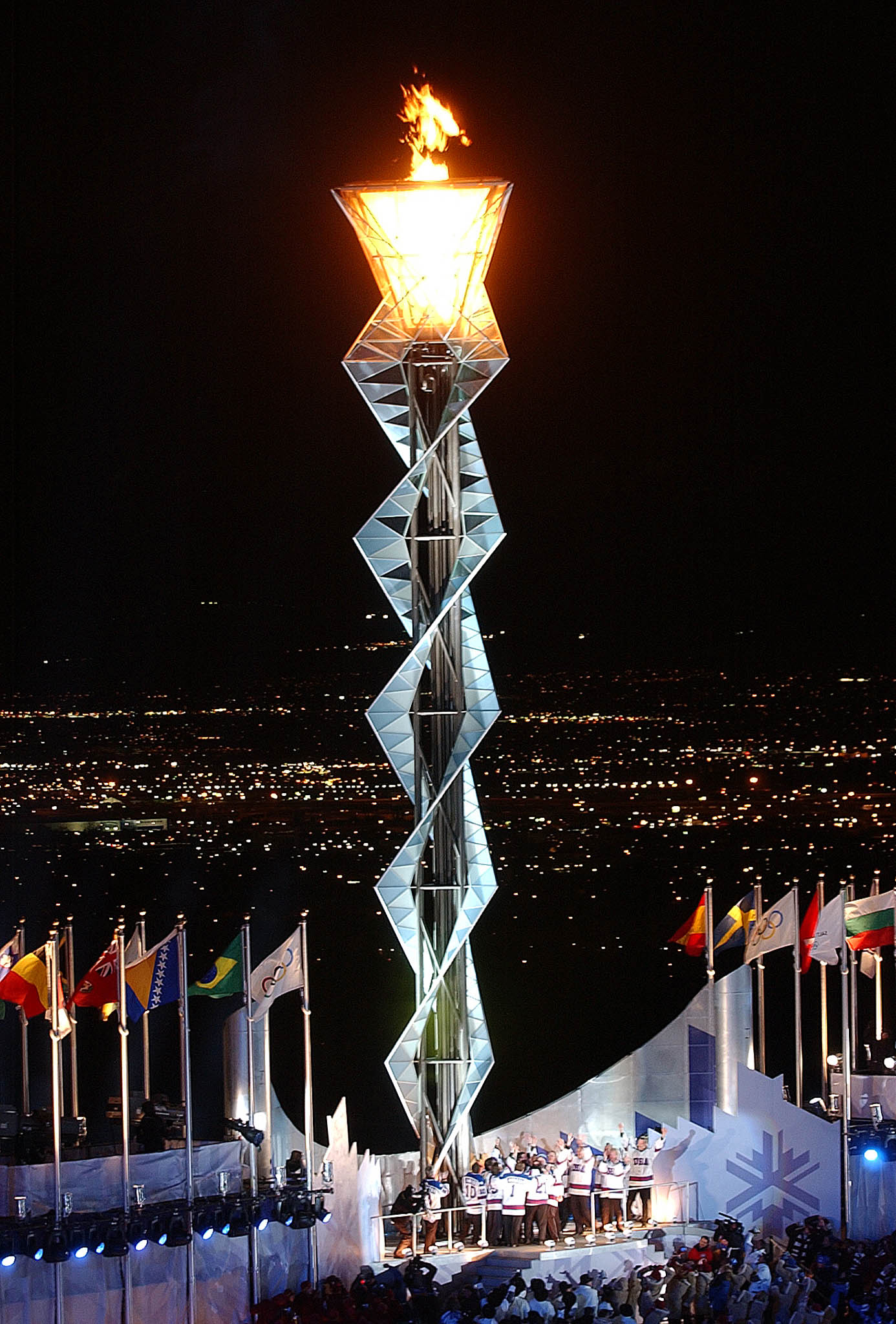
Peveter Olímpic.

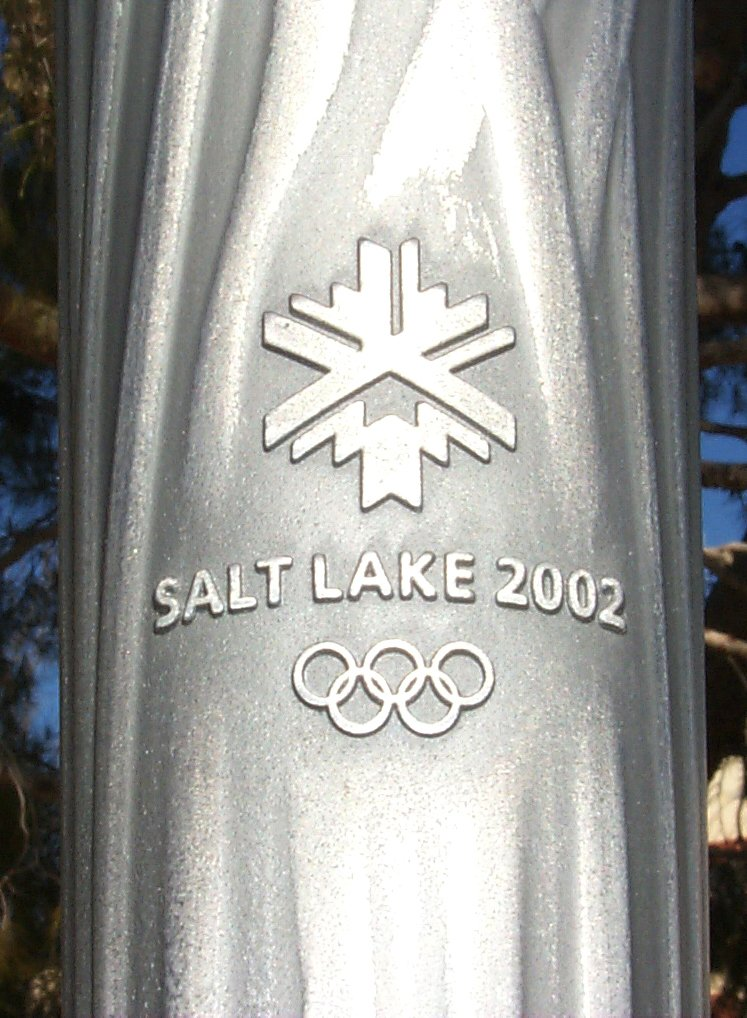
Detail de la torxa olímpica.

- Aquests foren els primers Jocs sota la presidència de Jacques Rogge en el Comitè Olímpic Internacional (COI).
- Aquests foren els primers Jocs realitzats als Estats Units inaugurats pel president del país. Franklin Delano Roosevelt i Richard Nixon obriren els Jocs Olímpics d'Hivern de 1932 i Jocs Olímpics d'Hivern de 1960 en els seus càrrecs de Governador de Nova York i Vicepresident dels Estats Units respectivament.
- Després dels Atemptats de l'11 de setembre de 2001 es reforçà molt la seguretat dels Jocs.
- La flama olímpica fou encesa en la cerimònia inaugural per l'equip d'hoquei sobre gel nord-americà que guanyà la medalla d'or en els Jocs Olímpics d'hivern de 1980 realitzats a Lake Placid.
- En la cerimònia inaugural participaren LeAnn Rimes, que interpretà "Light the Fire Within" i el Mormon Tabernacle Choir l'himne nacional. El compositor John Williams compongué per l'ocasió "Call of the Champions".
- En aquesta edició retornà a la competició l'skeleton, absent des dels Jocs Olímpics d'Hivern de 1948 realitzats a Sankt Moritz (Suïssa).
- En el medaller Noruega aconseguí guanyar 13 medalles d'or, el màxim nombre aconseguit fins al moment i empatant amb el rècord aconseguit per la Unió Soviètica en els Jocs Olímpics d'Hivern de 1976 realitzats a Innsbruck (Àustria). Per la seva banda Alemanya aconseguí guanyar 36 medalles olímpiques, un rècord en aquell moment.[4][5] Atletes de 18 Comitès Olímpics Nacionals (CON) aconseguiren guanyar una medalla d'or, tot un rècord en aquell moment.
- Els grans vencedors d'aquests Jocs foren el biatleta noruec Ole Einar Bjørndalen, que guanyà les quatre proves de biatló disputades als Jocs, el finlandès Samppa Lajunen, que guanyà les tres proves de combinada nòrdica, i el suís Simon Ammann, que guanyà dues proves de salt amb esquís. En categoria femenina la gran dominadora fou l'esquiadora croata Janica Kostelić, que guanyà tres medalles d'or i una de plata.
- El Canadà aconseguí guanyar la final d'hoquei sobre gel masculina, 50 anys després de la seva última victòria en els Jocs Olímpics d'Hivern de 1952 realitzats a Oslo (Noruega).
- La corredora de bobsleigh nord-americana Vonetta Flowers i el jugador d'hoquei sobre gel canadenc Jarome Iginla es convertiren en els primers afroamericans en aconseguirn guanyar una medalla d'or en uns Jocs d'hivern.
- La competició de parelles en el patinatge artístic sobre gel no estigué exempta de polèmica: per pressions dels Estats Units la jutge francesa de la competició votà en favor de la parella russa. Així, per primera vegada en aquesta competició, s'atorgaren dues medalles d'or a Jamie Salé i David Pelletier (Canadà) i a Elena Berezhnaya i Anton Sikharulidze (Rússia).[6]
- L'esquiadora de fons italiana Stefania Belmondo aconseguí en aquests Jocs la seva desena medalla olímpica.
- L'australià Steven Bradbury, patinador de velocitat sobre gel, aconseguí la medalla d'or més sorprenent dels Jocs. Aconseguí arribar a la final de la competició gràcies a una caiguda massiva i la posterior desqualificació dels seus adversaris en la seva semifinal, i un cop a la final veié que es repetí la història i aconseguí no veure's involucrat en una caiguda massiva. La seva victòria fou la primera per Austràlia, així com per un país de l'hemisferi sud.
- L'increment dels controls antidopatge provocà la desqualificació de l'esquiador alpí britànic Alain Baxter que inicialment havia aconseguit la medalla de bronze en la prova d'eslàlom; de l'esquiadora de fons russa Olga Danílova, guanyadora de la medalla d'or en 10 km. persecució i la medalla de plata en els 10 km. clàssics; de la també esquiadora Larissa Lazútina, guanyadora de les medalles d'or en els 10 km i 30 km i de la medalla de plata en els 15 km. estil lliure. També fou desqualificat l'esquiador de fons espanyol Johann Mühlegg, vencedor de les proves de 30 km. estil lliure, 50 km i 20 km. persecució.

## Medaller
Deu comitès amb més medalles en els Jocs Olímpics de 2002. País amfitrió ressaltat.

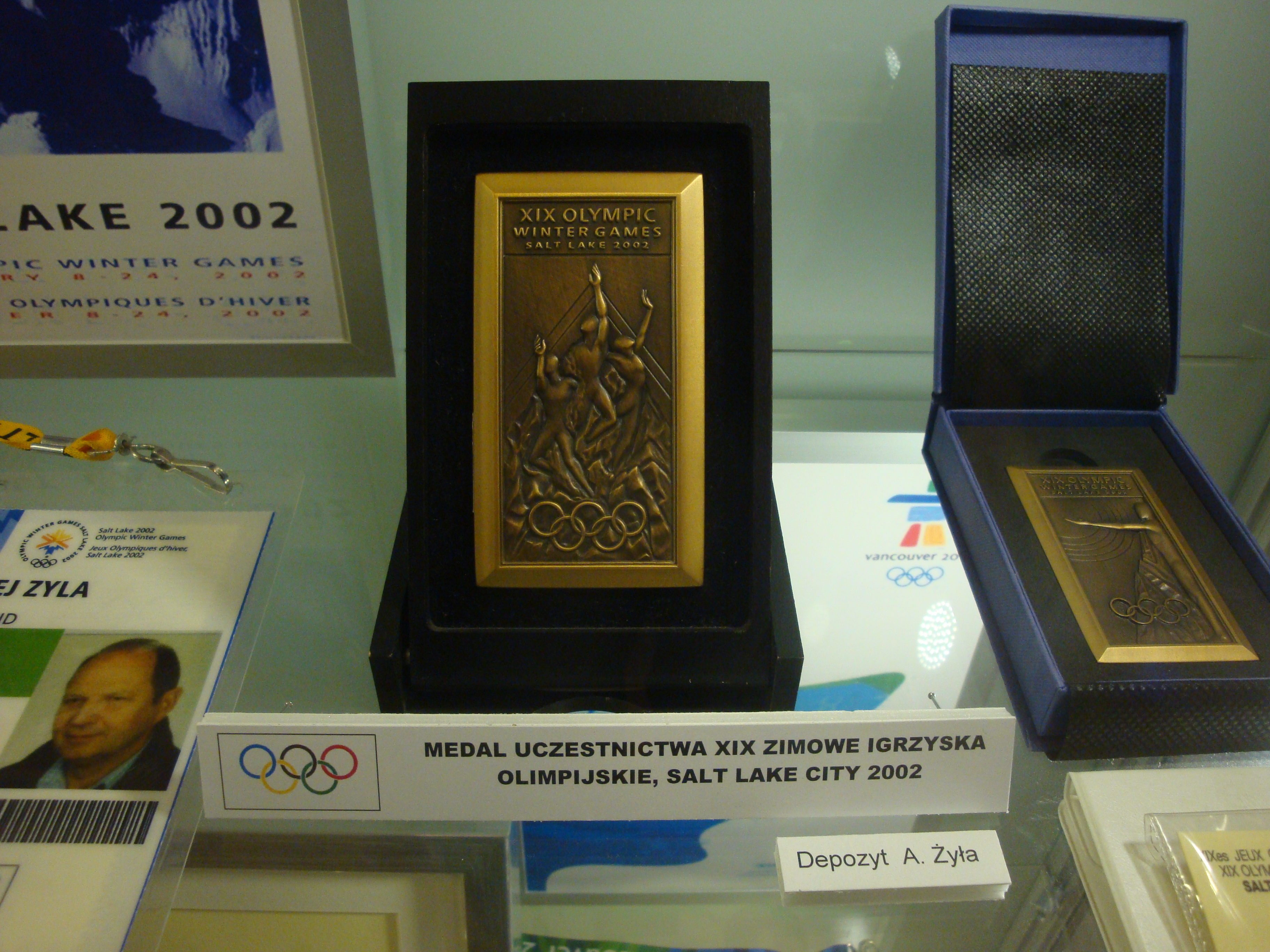
Medalla atorgada.

| Jocs Olímpics d'hivern de 2002 | Jocs Olímpics d'hivern de 2002 | Jocs Olímpics d'hivern de 2002 | Jocs Olímpics d'hivern de 2002 | Jocs Olímpics d'hivern de 2002 | Anells Olímpics |
| Posició                        | CON                            | Or                             | Plata                          | Bronze                         | Total           |
| 1                              | Noruega                        | 13                             | 5                              | 7                              | 25              |
| 2                              | Alemanya                       | 12                             | 16                             | 8                              | 36              |
| 3                              | Estats Units                   | 10                             | 13                             | 11                             | 34              |
| 4                              | Canadà                         | 7                              | 3                              | 7                              | 17              |
| 5                              | Rússia                         | 5                              | 4                              | 4                              | 13              |
| 6                              | França                         | 4                              | 5                              | 2                              | 11              |
| 7                              | Itàlia                         | 4                              | 4                              | 5                              | 13              |
| 8                              | Finlàndia                      | 4                              | 2                              | 1                              | 7               |
| 9                              | Països Baixos                  | 3                              | 5                              | 0                              | 8               |
| 10                             | Àustria                        | 3                              | 4                              | 10                             | 17              |

### Medallistes més guardonats
Categoria masculina
| Nom                  | CON           | Disciplina               | Or | Plata | Bronze | Total |
| Ole Einar Bjørndalen | Noruega       | Biatló                   | 4  | 0     | 0      | 4     |
| Samppa Lajunen       | Finlàndia     | Combinada nòrdica        | 3  | 0     | 0      | 3     |
| Jochem Uytdehaage    | Països Baixos | Patinatge de velocitat   | 2  | 1     | 0      | 3     |
| Frode Estil          | Noruega       | Esquí de fons            | 2  | 1     | 0      | 3     |
| Marc Gagnon          | Canadà        | Patinatge en pista curta | 2  | 0     | 1      | 3     |

Categoria femenina
| Nom                   | CON             | Disciplina               | Or | Plata | Bronze | Total |
| Janica Kostelić       | Croàcia         | Esquí alpí               | 3  | 1     | 0      | 4     |
| Kati Wilhelm          | Alemanya        | Biatló                   | 2  | 1     | 0      | 3     |
| Yang Yang (A)         | R.P. de la Xina | Patinatge en pista curta | 2  | 1     | 0      | 3     |
| Stefania Belmondo     | Itàlia          | Esquí de fons            | 1  | 1     | 1      | 3     |
| Bente Skari-Martinsen | Noruega         | Esquí de fons            | 1  | 1     | 1      | 3     |
| Iúlia Txepàlova       | Rússia          | Esquí de fons            | 1  | 1     | 1      | 3     |